# Okr světlý
Okr světlý je označení pro barvu typu tempery či oleje. Je to typ žluté barvy (ne všechny okry jsou ale žluté barvy). Její číselný kód je 1016[zdroj?] a chemicky se stejně jako v případě sieny pálené (která je tmavě hnědá) jedná o zemitý pigment.